# Graddagar
Antalet graddagar under ett år är summan av dygnsmedeltemperaturernas avvikelser från en referenstemperatur. Graddagar används bland annat till att fortlöpande skapa en rättvis bedömning av hur effektivt en byggnad värms upp av sitt värmesystem, då energiåtgången för att värma upp ett hus starkt korrelerar till utomhustemperaturen. Måttet graddagar används också i samband med växtodling, för att bedöma möjligheten att odla växter på olika platser, alltefter den temperatur som krävs för blomning, fruktsättning och så vidare.
Graddagar används även vid energiuppföljningar mm. Vid energiberäkningar är det bekvämare att använda enheten gradtimmar som erhålls genom att multiplicerar graddagtalet med 24.

## Bestämning av antal graddagar
Flera olika graddagtal förekommer. SMHI graddagar (SS-EN ISO 15927-6:2007) används referenstemperaturen +17°C. Om medeltemperaturen ett visst dygn är exempelvis +1°C, så ger detta dygn 16 graddagar i bidrag till årets graddagtal. För dygn vars medeltemperatur överstiger referenstemperaturen erhålls inget bidrag. För att ta hänsyn till solinstrålning under ljusa halvåret finns för olika månader dessutom vissa tröskelvärden över vilken temperatur något graddagsbidrag heller ej erhålls:
| Månad             | April | Maj - Juli | Augusti | September | Oktober |
| Tröskeltemperatur | +12°C | +10°C      | +11°C   | +12°C     | +13°C   |
| ----------------- | ----- | ---------- | ------- | --------- | ------- |

Under till exempel sommarmånaderna maj-juli som har tröskelvärdet 10°C ger dygn med dygnsmedeltemperaturen +10°C ett bidrag om 7 graddagar medan dygn med medeltemperatur +11°C ej ger något bidrag alls. Denna metod användes av SMHI fram till 2014, men är nu förlegad.

### Som mått i odlingssammanhang
I odlingssammanhang syftar måttet graddagar till att mäta hur mycket temperaturen överstiger ett referensvärde. Detta referensvärde skall motsvara den temperatur under vilken aktuell växt "vilar". För exempelvis vinrankan (europeisk vinranka, Vitis vinifera) brukar denna temperatur anges till +10°C, och ett krav på minst 1 000 graddagar brukar anges som ett riktvärde.

### Som mått i energiteknik
I energi- och byggnadstekniska sammanhang syftar måttet graddagar till att mäta hur mycket temperaturen ligger under ett referensvärde.
SMHI:s graddagar används allmänt till beräkningar och uppföljning av energianvändningen i hus. Graddagtalet avspeglar då vad husets värmesystem behöver klara för att värma huset till referenstemperaturen, och resterande värmeenergi för att uppnå ett behagligt inomhusklimat, exempelvis 20 grader, kommer då från människor, apparater och olika typer av instrålning.
SMHI:s graddagtal är vanligen noll för tre av sommarmånaderna vilket innebär svårigheter i och med att hänsyn ej tas till att en del värme används för beredning av tappvarmvatten mm även under denna tid. Energiuppföljningar kräver därför en bättre klimatkorrigering vilket erhålls om graddagsmetoden modifieras. Fastighetsägare och flera stora fjärrvärmebolag använder därför en betydligt enklare graddagsmetod utan tröskelvärde men i stället 20°C som referenstemperatur. Skillnaden i graddagtal mellan de två metoderna avspeglar ganska väl den energimängd som svarar emot tappvarmvattenförbrukning och förluster.
Alla hus är individuella med avseende på solkänslighet, från vilken temperatur värmebehovet sätter in mm. Något graddagtal som rätt klarar att klimatkorrigera förbrukningen för alla hus existerar därför inte. För noggrannare bestämningar av normalårsförbrukngingen ur givet förbrukningsdata använder man därför istället korrigering med byggnadsspecifika energiindex.

#### Normalårets graddagar
För att ett begrepp som graddagar ska bli meningsfullt måste det finnas ett jämförelsetal som inte förändras över tiden. Detta kallas för Normalårets graddagar, och utgörs vanligen av medelvärdet för graddagar över ett spann av år som ligger någonstans tillbaka i tiden. För jämförelse mellan olika år i en förbrukningshistorik är valet av normalår oväsentligt. För energideklarationer och energiberäkningar krävs dock ett fastställt normalår med för varje ort bestämt antal graddagar eller gradtimmar, tidigare 1931-1960 men nu vanligen 1960-1990. Även andra normalår förekommer. Exempelvis använder Boverket i samband med energideklarationer normalåret 1975-2004.

#### Exempel
Ett vanligt år har i södra Sverige ca 3 000 graddagar beroende på var man befinner sig. Ett normalår i Sverige innehåller vanligen mellan 3 100 och 4 000 graddagar men graddagtalet varierar kraftigt med det lokala klimatet på orten och även mellan olika år, exempelvis har i Malmö förekommit milda år med endast 2 200 graddagar medan det i Kiruna under kalla år uppmätts hela 6 600 graddagar.
Uppvärmningsbehovet uttryckt i graddagar eller gradtimme på en viss ort är för en viss byggnad endast beroende av genomsnittlig innetemperatur. Energiförbrukningen i kWh kan sedan beräknas ur produkten av gradtimtalet och effektbehovet uttryckt i enheten kW/C, det senare till viss del byggnadstekniskt betingat och således konstant om inte huset byggs om eller tilläggsisoleras. Till viss del är det dock även installationstekniskt betingat och således möjligt att påverka i ganska hög grad, exempelvis via ändrade läckage och ventilationsluftsflöden, återvinningsverkningsgrad hos ventilationssystemet, ändrade driftstider etc.
Energiuppföljning med graddagar är enkelt. Om exempelvis under en månad med 450 graddagar har använts 44 100 kWh värme så var den specifika förbrukningen 98 kWh per graddag den månaden. På detta sätt kan sedan jämförelser göras månad för månad och även normalårets förbrukning beräknas genom multiplikation med graddagtalet för orten.